# Vasile din Ancyra
Sfântul ieromartir Vasile din Ancyra (în greacă Βασίλειος, transliterat: Vasileios, în latină Basilius, n. 290 d.Hr., Galatia, Turcia – d. 363 d.Hr., Ancyra⁠(d), Galatia⁠(d), Turcia) a fost episcop de Ancyra, Galatia, în secolul IV.
Vasile este venerat ca sfânt de Biserica Ortodoxă și de cea catolică pe 22 martie.